# Molophilus
Molophilus är ett släkte av tvåvingar som beskrevs av Curtis 1833. Molophilus ingår i familjen småharkrankar.

## Dottertaxa tillMolophilus, i alfabetisk ordning[1][2]
- Molophilus abhorrens
- Molophilus abitus
- Molophilus abortivus
- Molophilus abruptus
- Molophilus acanthostylus
- Molophilus acanthus
- Molophilus aciferus
- Molophilus acinacis
- Molophilus acis
- Molophilus aculobatus
- Molophilus acutissimus
- Molophilus acutistylus
- Molophilus adamantinus
- Molophilus aditi
- Molophilus admetus
- Molophilus aduncus
- Molophilus aenigmaticus
- Molophilus aequiramus
- Molophilus aequistylus
- Molophilus affrictus
- Molophilus afghanicus
- Molophilus africanus
- Molophilus akama
- Molophilus alatostylus
- Molophilus albibasis
- Molophilus albiceps
- Molophilus albireo
- Molophilus albocostalis
- Molophilus albohalteratus
- Molophilus alexanderianus
- Molophilus alexanderorum
- Molophilus algol
- Molophilus alpicola
- Molophilus amiculus
- Molophilus amieuensis
- Molophilus amphacanthus
- Molophilus ampliatus
- Molophilus analis
- Molophilus anerastus
- Molophilus angustilamina
- Molophilus angustior
- Molophilus annexus
- Molophilus annulipes
- Molophilus antares
- Molophilus anthracinus
- Molophilus antimenus
- Molophilus aphantus
- Molophilus apicidens
- Molophilus apicidentatus
- Molophilus apicispinulus
- Molophilus aplectus
- Molophilus apollyon
- Molophilus appendiculatus
- Molophilus appressospinus
- Molophilus appressus
- Molophilus apricus
- Molophilus arapahoensis
- Molophilus araucanus
- Molophilus araucoensis
- Molophilus arcanus
- Molophilus archboldeanus
- Molophilus arciferus
- Molophilus arcuarius
- Molophilus aricola
- Molophilus ariel
- Molophilus arisanus
- Molophilus arizonicus
- Molophilus armatissimus
- Molophilus armatistylus
- Molophilus ascendens
- Molophilus aspersulus
- Molophilus assamensis
- Molophilus asthenes
- Molophilus ater
- Molophilus aterrimus
- Molophilus atnaterta
- Molophilus atrostylus
- Molophilus aucklandicus
- Molophilus auriculifer
- Molophilus avazhon
- Molophilus avernus
- Molophilus avidus
- Molophilus avitus
- Molophilus axillispinus
- Molophilus azuayensis
- Molophilus babanus
- Molophilus baezi
- Molophilus banahaoensis
- Molophilus banias
- Molophilus banksianus
- Molophilus bardus
- Molophilus barina
- Molophilus barretti
- Molophilus basispina
- Molophilus basispinosus
- Molophilus bawbawiensis
- Molophilus bellicosus
- Molophilus bellona
- Molophilus belone
- Molophilus benesignatus
- Molophilus berberus
- Molophilus beri
- Molophilus berigora
- Molophilus biaga
- Molophilus bibaculus
- Molophilus bicaudatus
- Molophilus bickeli
- Molophilus bicolor
- Molophilus bidens
- Molophilus bidigitatus
- Molophilus bidigitifer
- Molophilus bierigi
- Molophilus bifalcatus
- Molophilus bifidus
- Molophilus bifilamentosus
- Molophilus bihamatus
- Molophilus bilobulus
- Molophilus bilyarra
- Molophilus binarius
- Molophilus binnaburra
- Molophilus binyana
- Molophilus bipenniger
- Molophilus bipugiatus
- Molophilus bischofi
- Molophilus bispinosus
- Molophilus bogongensis
- Molophilus boki
- Molophilus brachythrix
- Molophilus brasseanus
- Molophilus brevihamatus
- Molophilus brevilobatus
- Molophilus brevinervis
- Molophilus breviramus
- Molophilus brevisectus
- Molophilus brevispinosus
- Molophilus brobdingnagius
- Molophilus brownianus
- Molophilus bruchi
- Molophilus brumby
- Molophilus bubbera
- Molophilus bucerus
- Molophilus buckenbowra
- Molophilus bunyipensis
- Molophilus burraganee
- Molophilus cadmus
- Molophilus caenosus
- Molophilus calceatus
- Molophilus camerounensis
- Molophilus campbellianus
- Molophilus canopus
- Molophilus capitatus
- Molophilus capricornis
- Molophilus carpishensis
- Molophilus carstensis
- Molophilus cassisi
- Molophilus catamarcensis
- Molophilus cautus
- Molophilus celaenoleucus
- Molophilus celator
- Molophilus celebesicus
- Molophilus cerberus
- Molophilus cervus
- Molophilus chazeaui
- Molophilus chiriquiensis
- Molophilus chleuastes
- Molophilus chloris
- Molophilus christine
- Molophilus chrysopterus
- Molophilus cinereifrons
- Molophilus cingulipes
- Molophilus cladocerus
- Molophilus claessoni
- Molophilus claviger
- Molophilus clavistylus
- Molophilus collessi
- Molophilus colobicus
- Molophilus colonus
- Molophilus colossus
- Molophilus commoni
- Molophilus compactus
- Molophilus concussus
- Molophilus congregatus
- Molophilus conscriptus
- Molophilus cooloola
- Molophilus copelatus
- Molophilus coramba
- Molophilus coraperena
- Molophilus corniger
- Molophilus coronarius
- Molophilus coryne
- Molophilus costalis
- Molophilus costopunctatus
- Molophilus cramptoni
- Molophilus cranstoni
- Molophilus crassipygus
- Molophilus crassistylus
- Molophilus crassulus
- Molophilus creon
- Molophilus crimensis
- Molophilus cristiferus
- Molophilus crististylus
- Molophilus cruciferus
- Molophilus ctenistes
- Molophilus ctenophorus
- Molophilus curtivena
- Molophilus curvatus
- Molophilus curvistylus
- Molophilus cyatheticolus
- Molophilus cygnus
- Molophilus czizeki
- Molophilus daimio
- Molophilus dalby
- Molophilus danielsi
- Molophilus debilior
- Molophilus debilistylus
- Molophilus declinatus
- Molophilus defoeanus
- Molophilus denise
- Molophilus denticulatus
- Molophilus diacaenus
- Molophilus diacanthus
- Molophilus diacus
- Molophilus diceros
- Molophilus dicranostylus
- Molophilus dido
- Molophilus diferox
- Molophilus difficilis
- Molophilus dilatibasis
- Molophilus dilatus
- Molophilus dindi
- Molophilus diplolophus
- Molophilus directidens
- Molophilus dirhabdus
- Molophilus dirhaphis
- Molophilus dirus
- Molophilus dischidius
- Molophilus distifurcus
- Molophilus distinctissimus
- Molophilus distiremus
- Molophilus diversilobus
- Molophilus diversistylus
- Molophilus dizygus
- Molophilus dobrotworskyi
- Molophilus dooraganensis
- Molophilus dorriganus
- Molophilus dorsolobatus
- Molophilus dravidianus
- Molophilus drepanostylus
- Molophilus drepanucha
- Molophilus duckhousei
- Molophilus ductilis
- Molophilus duplex
- Molophilus duplicatus
- Molophilus eboracensis
- Molophilus echidna
- Molophilus echo
- Molophilus editus
- Molophilus efferox
- Molophilus electus
- Molophilus emarginatus
- Molophilus ephippiger
- Molophilus equisetosus
- Molophilus erebus
- Molophilus erectus
- Molophilus ermolenkoi
- Molophilus errabunga
- Molophilus erricha
- Molophilus errinundra
- Molophilus erugatus
- Molophilus ethicus
- Molophilus eugonius
- Molophilus eumonostylus
- Molophilus eurygramma
- Molophilus exeches
- Molophilus exemptus
- Molophilus exiguus
- Molophilus expansistylus
- Molophilus expansus
- Molophilus exquisitus
- Molophilus exsertus
- Molophilus extensicornis
- Molophilus extensilobus
- Molophilus extricatus
- Molophilus facinus
- Molophilus fagetorum
- Molophilus falcatus
- Molophilus falculus
- Molophilus falx
- Molophilus femoratus
- Molophilus fenderi
- Molophilus fergusonianus
- Molophilus ferox
- Molophilus filiolus
- Molophilus filistylus
- Molophilus filius
- Molophilus flagellatus
- Molophilus flagellifer
- Molophilus flavexemptus
- Molophilus flavidellus
- Molophilus flavidulus
- Molophilus flavidus
- Molophilus flavoannulatus
- Molophilus flavocingulatus
- Molophilus flavomarginalis
- Molophilus flavonotatus
- Molophilus flavotibialis
- Molophilus flavus
- Molophilus flemingi
- Molophilus flexilis
- Molophilus flexilistylus
- Molophilus flexostylus
- Molophilus flinti
- Molophilus floridensis
- Molophilus fluviatilis
- Molophilus forceps
- Molophilus forcipulus
- Molophilus fortidens
- Molophilus fragillimus
- Molophilus franzi
- Molophilus froggatti
- Molophilus frohnei
- Molophilus fultonensis
- Molophilus furciferus
- Molophilus furcophallus
- Molophilus furcus
- Molophilus furiosus
- Molophilus furvus
- Molophilus fuscopleuralis
- Molophilus fusiformis
- Molophilus fustiferus
- Molophilus gargantua
- Molophilus gemellus
- Molophilus genitalis
- Molophilus gidya
- Molophilus gigas
- Molophilus gilvus
- Molophilus gingera
- Molophilus gladiator
- Molophilus gomesi
- Molophilus gracilipes
- Molophilus gracilis
- Molophilus gracillimus
- Molophilus grampianus
- Molophilus gravis
- Molophilus gressittianus
- Molophilus griseatus
- Molophilus griseus
- Molophilus grishma
- Molophilus grus
- Molophilus guatemalensis
- Molophilus gubara
- Molophilus gununo
- Molophilus gurara
- Molophilus gurkha
- Molophilus gweeon
- Molophilus gymnocladus
- Molophilus haagi
- Molophilus habbemae
- Molophilus hardyi
- Molophilus harrisianus
- Molophilus harrisoni
- Molophilus hecate
- Molophilus heliscus
- Molophilus helmsi
- Molophilus heroni
- Molophilus heteracanthus
- Molophilus heterocerus
- Molophilus hexacanthus
- Molophilus hilaris
- Molophilus hirsuticlavus
- Molophilus hirtipennis
- Molophilus hispidulus
- Molophilus hollowayi
- Molophilus honestus
- Molophilus hoplostylus
- Molophilus horakae
- Molophilus horridus
- Molophilus howensis
- Molophilus howesi
- Molophilus huron
- Molophilus hylandensis
- Molophilus hyperarmatus
- Molophilus hypipame
- Molophilus hyrcanus
- Molophilus hystrix
- Molophilus ictus
- Molophilus idiophallus
- Molophilus idiostylus
- Molophilus illectus
- Molophilus illperippa
- Molophilus iluka
- Molophilus imberbis
- Molophilus immutatus
- Molophilus improcerus
- Molophilus inaequidens
- Molophilus inarmatus
- Molophilus incognitus
- Molophilus incomptus
- Molophilus inconspicuus
- Molophilus incurvus
- Molophilus indivisus
- Molophilus indurabilis
- Molophilus inelegans
- Molophilus infantulus
- Molophilus inflexibilis
- Molophilus inimicus
- Molophilus injustus
- Molophilus inornatus
- Molophilus insanus
- Molophilus insertus
- Molophilus intactus
- Molophilus integristylus
- Molophilus inusitatus
- Molophilus invidus
- Molophilus irregularis
- Molophilus ishizuchianus
- Molophilus isolatus
- Molophilus issikii
- Molophilus itoanus
- Molophilus ixine
- Molophilus iyoanus
- Molophilus iyouta
- Molophilus janus
- Molophilus japetus
- Molophilus javensis
- Molophilus jenseni
- Molophilus kaandha
- Molophilus kallemuelleri
- Molophilus kama
- Molophilus karaka
- Molophilus karta
- Molophilus keda
- Molophilus keira
- Molophilus khasicus
- Molophilus kinabaluanus
- Molophilus kirra
- Molophilus kitchingi
- Molophilus kiushiuensis
- Molophilus klementi
- Molophilus kokodanus
- Molophilus kokora
- Molophilus koorang
- Molophilus kotenkoi
- Molophilus kuborensis
- Molophilus kulai
- Molophilus kulshanicus
- Molophilus kunara
- Molophilus kuniekoondie
- Molophilus kutha
- Molophilus lackschewitzianus
- Molophilus laevistylus
- Molophilus laius
- Molophilus lanceolatus
- Molophilus lancifer
- Molophilus lanei
- Molophilus laoonana
- Molophilus laricicola
- Molophilus laterospinosus
- Molophilus latibasis
- Molophilus latipennis
- Molophilus lauri
- Molophilus lautereri
- Molophilus laxus
- Molophilus lea
- Molophilus leonardi
- Molophilus leonurus
- Molophilus lepcha
- Molophilus lerionis
- Molophilus lethaeus
- Molophilus lethe
- Molophilus lewis
- Molophilus lewisianus
- Molophilus lictor
- Molophilus lieftincki
- Molophilus lindsayi
- Molophilus lobiferus
- Molophilus longiclavus
- Molophilus longicornis
- Molophilus longifurcatus
- Molophilus longioricornis
- Molophilus longistylus
- Molophilus loratus
- Molophilus lucidipennis
- Molophilus lupus
- Molophilus luteipennis
- Molophilus luteipygus
- Molophilus luxuriosus
- Molophilus lyratus
- Molophilus macalpinei
- Molophilus mackerrasi
- Molophilus macleayanus
- Molophilus macquillani
- Molophilus macracanthus
- Molophilus macrocerus
- Molophilus macrophallus
- Molophilus macrothrix
- Molophilus magellanicus
- Molophilus maigamaigawa
- Molophilus malayensis
- Molophilus mancus
- Molophilus manjimupensis
- Molophilus margarita
- Molophilus maroondah
- Molophilus marriwirra
- Molophilus marthae
- Molophilus masafuerae
- Molophilus mattfulleri
- Molophilus mattina
- Molophilus maurus
- Molophilus mawiliri
- Molophilus medius
- Molophilus megacanthus
- Molophilus melanakon
- Molophilus melanoleucus
- Molophilus memnon
- Molophilus mendicus
- Molophilus metpadinga
- Molophilus metuendus
- Molophilus micracanthus
- Molophilus micropteryx
- Molophilus microserratus
- Molophilus militaris
- Molophilus millardi
- Molophilus mimicus
- Molophilus mina
- Molophilus ministylus
- Molophilus miraculus
- Molophilus mirla
- Molophilus mjobergi
- Molophilus momus
- Molophilus monacanthus
- Molophilus mongana
- Molophilus monoctenus
- Molophilus monostyloides
- Molophilus monostylus
- Molophilus monstrosus
- Molophilus montanus
- Molophilus monteithi
- Molophilus montivagus
- Molophilus morosus
- Molophilus morulus
- Molophilus mouensis
- Molophilus mouldsi
- Molophilus muggil
- Molophilus multicinctus
- Molophilus multicurvatus
- Molophilus multifidus
- Molophilus multilobatus
- Molophilus multisetosus
- Molophilus multispicatus
- Molophilus multispinosus
- Molophilus munkar
- Molophilus murudanus
- Molophilus myersi
- Molophilus nahuelbutae
- Molophilus nakamurai
- Molophilus nannopterus
- Molophilus natalicolus
- Molophilus neanerastus
- Molophilus neboissi
- Molophilus neecoo
- Molophilus neodiceros
- Molophilus neofacinus
- Molophilus neolyratus
- Molophilus neopansus
- Molophilus neosubfalcatus
- Molophilus neovaruna
- Molophilus neptunus
- Molophilus nerriga
- Molophilus nesioticus
- Molophilus nestor
- Molophilus ngernka
- Molophilus nglaiye
- Molophilus nielseni
- Molophilus niger
- Molophilus nigrescens
- Molophilus nigripes
- Molophilus nigritarsis
- Molophilus nigritus
- Molophilus nigropolitus
- Molophilus nilgiricus
- Molophilus nini
- Molophilus nitidulus
- Molophilus nitidus
- Molophilus niveicinctus
- Molophilus nocticolor
- Molophilus nodicornis
- Molophilus nodulifer
- Molophilus nokonis
- Molophilus norrisi
- Molophilus notatipennis
- Molophilus novacaesariensis
- Molophilus nubleanus
- Molophilus nurawordubununa
- Molophilus obediens
- Molophilus obliteratus
- Molophilus obliviosus
- Molophilus obscurus
- Molophilus obsoletus
- Molophilus obtusilobus
- Molophilus occidentalis
- Molophilus occultus
- Molophilus ochraceus
- Molophilus ohakunensis
- Molophilus okadai
- Molophilus oldenbergi
- Molophilus oligacanthus
- Molophilus oligotrichus
- Molophilus oppositus
- Molophilus opulus
- Molophilus orcus
- Molophilus ordinarius
- Molophilus oregonicolus
- Molophilus orion
- Molophilus ornatipes
- Molophilus ornithostylus
- Molophilus orumbera
- Molophilus osterhas
- Molophilus othello
- Molophilus ozotus
- Molophilus pacifer
- Molophilus padmuri
- Molophilus paganus
- Molophilus pala
- Molophilus pallatangensis
- Molophilus pallidibasis
- Molophilus pallidipes
- Molophilus pallidulus
- Molophilus pallidus
- Molophilus pallipennis
- Molophilus palomaricus
- Molophilus palpera
- Molophilus palpifer
- Molophilus paludicola
- Molophilus panchrestus
- Molophilus pansus
- Molophilus paradiceros
- Molophilus paraguayanus
- Molophilus parannulipes
- Molophilus paratetrodonta
- Molophilus parerebus
- Molophilus parvati
- Molophilus parviclavus
- Molophilus parviserratus
- Molophilus parvispiculus
- Molophilus parvistylus
- Molophilus parvulus
- Molophilus pastoris
- Molophilus paucispinosus
- Molophilus paucispinus
- Molophilus paulus
- Molophilus pauper
- Molophilus pauperculus
- Molophilus pectinatus
- Molophilus pectiniferus
- Molophilus peculiaris
- Molophilus pediformis
- Molophilus pegasus
- Molophilus penai
- Molophilus pengana
- Molophilus penicillatus
- Molophilus pennatus
- Molophilus pennipes
- Molophilus perattenuatus
- Molophilus perdebilis
- Molophilus perdistinctus
- Molophilus perextensus
- Molophilus perferox
- Molophilus perfidus
- Molophilus perflaveolus
- Molophilus pergracillimus
- Molophilus perhirtipes
- Molophilus perlucidus
- Molophilus perluteolus
- Molophilus permutatus
- Molophilus perpendicularis
- Molophilus perproductus
- Molophilus perrostratus
- Molophilus perserenus
- Molophilus perseus
- Molophilus persimilis
- Molophilus persinuosus
- Molophilus pertenuis
- Molophilus pervagatus
- Molophilus phallacanthus
- Molophilus phallodontus
- Molophilus phallosomicus
- Molophilus philpotti
- Molophilus phyllis
- Molophilus picticeps
- Molophilus pictifemoratus
- Molophilus pictipes
- Molophilus pictipleura
- Molophilus pictitibia
- Molophilus pictor
- Molophilus picturatus
- Molophilus pieltaini
- Molophilus piger
- Molophilus piggibilla
- Molophilus pilosulus
- Molophilus pimelia
- Molophilus pinta
- Molophilus pirioni
- Molophilus pita
- Molophilus plagiatus
- Molophilus planitas
- Molophilus platyphallus
- Molophilus plebejus
- Molophilus pleuralis
- Molophilus pleurolineatus
- Molophilus plumbeiceps
- Molophilus poecilonotus
- Molophilus poliocephalus
- Molophilus politonigrus
- Molophilus pollex
- Molophilus polycanthus
- Molophilus polychaeta
- Molophilus ponticus
- Molophilus porrectus
- Molophilus praelatus
- Molophilus pretiosus
- Molophilus priapoides
- Molophilus priapus
- Molophilus procax
- Molophilus procericornis
- Molophilus profligatus
- Molophilus prolatus
- Molophilus promeces
- Molophilus propinquus
- Molophilus protervus
- Molophilus proximus
- Molophilus psephenus
- Molophilus pseudopropinquus
- Molophilus pubipennis
- Molophilus pugiunculus
- Molophilus pugnax
- Molophilus pulcherrimus
- Molophilus pulchripes
- Molophilus pullatus
- Molophilus pullus
- Molophilus pulvinus
- Molophilus pusillus
- Molophilus pusio
- Molophilus pustulatus
- Molophilus puthawing
- Molophilus quadrifidus
- Molophilus quadrispinosus
- Molophilus quadristylus
- Molophilus quinquespinosus
- Molophilus rachius
- Molophilus rainieriensis
- Molophilus raptor
- Molophilus rasilis
- Molophilus recisus
- Molophilus rectispinus
- Molophilus reductissimus
- Molophilus reductus
- Molophilus reduncus
- Molophilus remiger
- Molophilus remotus
- Molophilus remulsus
- Molophilus repandus
- Molophilus repentinus
- Molophilus retrorsus
- Molophilus rhamphus
- Molophilus riawunna
- Molophilus richardsi
- Molophilus rostriferus
- Molophilus rubidithorax
- Molophilus ruficollis
- Molophilus sabethoides
- Molophilus sackenianus
- Molophilus sagax
- Molophilus sagittarius
- Molophilus sarotes
- Molophilus satyr
- Molophilus savtshenkoi
- Molophilus scaber
- Molophilus scabricornis
- Molophilus schultzei
- Molophilus scotoneurus
- Molophilus scutellatus
- Molophilus secundus
- Molophilus selkirkianus
- Molophilus sepositus
- Molophilus sequoiae
- Molophilus sericatus
- Molophilus serpentarius
- Molophilus serpentiger
- Molophilus serratus
- Molophilus serrulatus
- Molophilus setilobatus
- Molophilus setistylatus
- Molophilus setosistylus
- Molophilus setuliferus
- Molophilus severus
- Molophilus shannoninus
- Molophilus sherpa
- Molophilus sicarius
- Molophilus sigma
- Molophilus sinclairi
- Molophilus smithersi
- Molophilus soror
- Molophilus sparsispinus
- Molophilus sparus
- Molophilus speighti
- Molophilus spetai
- Molophilus spiculatus
- Molophilus spiculistylatus
- Molophilus spiniapicalis
- Molophilus spinifer
- Molophilus spinifex
- Molophilus spinilobatus
- Molophilus spinosissimus
- Molophilus spinulosus
- Molophilus sponsus
- Molophilus squamosus
- Molophilus stenacanthus
- Molophilus stenopterus
- Molophilus stenorhabdus
- Molophilus stewartensis
- Molophilus stolidus
- Molophilus strix
- Molophilus stroblianus
- Molophilus stygius
- Molophilus stylifer
- Molophilus stylopappus
- Molophilus styx
- Molophilus suavis
- Molophilus subalpicola
- Molophilus subannulipes
- Molophilus subappressus
- Molophilus subapterogyne
- Molophilus subasper
- Molophilus subbelone
- Molophilus subexemptus
- Molophilus subfalcatus
- Molophilus subgriseus
- Molophilus subhastatus
- Molophilus subhonestus
- Molophilus subhorridus
- Molophilus subiratus
- Molophilus sublancifer
- Molophilus sublateralis
- Molophilus sublictor
- Molophilus sublyratus
- Molophilus submorosus
- Molophilus subnitens
- Molophilus subochraceus
- Molophilus subperfidus
- Molophilus subretrorsus
- Molophilus subsagax
- Molophilus subscaber
- Molophilus substylifer
- Molophilus subtenebricosus
- Molophilus subuliferus
- Molophilus subvinnulus
- Molophilus sudra
- Molophilus suffalcatus
- Molophilus sylvicolus
- Molophilus takaoensis
- Molophilus talamancensis
- Molophilus tantulus
- Molophilus tanypodus
- Molophilus tanypus
- Molophilus tartarus
- Molophilus tasioceroides
- Molophilus tateanus
- Molophilus taurus
- Molophilus tawagensis
- Molophilus taylorinus
- Molophilus tehuelche
- Molophilus telerhabdus
- Molophilus tenebricosus
- Molophilus tentator
- Molophilus tenuiclavus
- Molophilus tenuior
- Molophilus tenuissimus
- Molophilus tenuistylus
- Molophilus tergospinosus
- Molophilus terminans
- Molophilus ternarius
- Molophilus ternatus
- Molophilus terrayi
- Molophilus tersus
- Molophilus tetracanthus
- Molophilus tetragonus
- Molophilus tetrodonta
- Molophilus thaumastopodus
- Molophilus theresia
- Molophilus thuckara
- Molophilus thyellus
- Molophilus tillyardi
- Molophilus tirolensis
- Molophilus titan
- Molophilus titanius
- Molophilus tjederi
- Molophilus tonnoiri
- Molophilus tortilis
- Molophilus toxopeanus
- Molophilus translucens
- Molophilus trianguliferus
- Molophilus tricuspidatus
- Molophilus tridens
- Molophilus tridigitatus
- Molophilus triepiurus
- Molophilus trifibra
- Molophilus trifilatus
- Molophilus trigonalis
- Molophilus triparcus
- Molophilus tripectinatus
- Molophilus trispinosus
- Molophilus tristylus
- Molophilus tseni
- Molophilus tucumanus
- Molophilus tugloensis
- Molophilus turritus
- Molophilus tuta
- Molophilus tuu
- Molophilus ugundyi
- Molophilus ulbracullima
- Molophilus umboiensis
- Molophilus uncinatus
- Molophilus undia
- Molophilus undulatus
- Molophilus uniclavatus
- Molophilus uniformis
- Molophilus uniguttatus
- Molophilus uniplagiatus
- Molophilus unispiculatus
- Molophilus unispinosus
- Molophilus unistylus
- Molophilus upjohni
- Molophilus uptoni
- Molophilus urodontus
- Molophilus ursus
- Molophilus wadna
- Molophilus vafer
- Molophilus walkeri
- Molophilus vallisspei
- Molophilus walpole
- Molophilus variatus
- Molophilus variegatus
- Molophilus variispinus
- Molophilus variistylus
- Molophilus variitibia
- Molophilus warriuka
- Molophilus warroo
- Molophilus varuna
- Molophilus wataganensis
- Molophilus waukatte
- Molophilus veddah
- Molophilus wejaya
- Molophilus wellsae
- Molophilus velvetus
- Molophilus verecundus
- Molophilus weringerong
- Molophilus vernalis
- Molophilus werrikimbe
- Molophilus verticalis
- Molophilus wieseri
- Molophilus vigilans
- Molophilus willara
- Molophilus williamsi
- Molophilus wilsoni
- Molophilus wilto
- Molophilus vinnulus
- Molophilus vividus
- Molophilus womba
- Molophilus vorax
- Molophilus worraworra
- Molophilus vulpinus
- Molophilus xanthus
- Molophilus yabbie
- Molophilus yakkho
- Molophilus yandala
- Molophilus yoshimotoi
- Molophilus yumbera
- Molophilus yunquensis
- Molophilus zenta
- Molophilus zwickorum